# 팜팡가어
카팜팡안어(Kapampangan) 또는 팜팡고어(쿨리탄 문자:)는 필리핀의 주요 언어 중의 하나이다. 팜팡가주에서, 타를라크주 남부의 절반, 바탄주의 북부에서 주로 말해지는 언어이다. 카팜팡안어는 또한 불라칸주의 바랑가이나 누에바에시하주 그리고 삼발레스주의 아에타족 일부도 이 언어를 이해한다. 이 언어는 또한 카팜팡안어에서는 존경의 의미로 ‘모유로 키운 언어’라는 의미의 아마눙 시수안(Amánung Sísuan)이라고도 부른다.

## 역사
카팜팡안(Kapampangan)이라는 단어는 ‘강둑’이라는 의미를 가진 어근 팜팡(pampáng)에서 유래했다. 역사적으로, 이 언어는 라칸족들이 통치했던 루손 왕조 이전에 이 언어가 사용되었다. 18세기에는 Fr. 디에고 베르가뇨에 의해 카팜팡안에 대해서 두 권의 책이 쓰여졌다. 그는 《팜팡가 어 어휘》(Vocabulario de la lengua Pampanga)와 《팜팡가 언어의 예술》(Arte de la lengua Pampanga)을 저술했다.  카팜팡안어는 19세기에 두 명의 문학 거장을 배출해 냈다. 대부 안젤모 파하르도는 그의 작품 《곤살로 데 코르도바》(Gonzalo de Córdova) 그리고 《그라나다 정복 영웅의 희극》(Comedia Heróica de la Conquista de Granada)으로 유명하다. 또 다른 작가는 후안 크리소스토모 소토로 많은 연극 작품을 저술한 것으로 유명하다. 그는 1901년 《알랑 디오스》(Alang Dios)를 저술했다. 카팜팡안어의 시 경합 《크리쏘탄》(Crissotan)은 그의 문학적 벗 이자 천재 노벨평화상, 노벨문학상 후보였던 1950년대의 아마도 유손이 카팜팡안 문학에서 그의 공헌을 기리기 위해 저술한 것이다.

## 분류
카팜팡안어는 오스트로네시아어족의 중앙루손어군으로 분류된다. 이것과 가장 가까운 친척 중의 하나가 삼발레스주의 삼발어와 팡가시난 지방의 볼리나오 타운에서 말해지는 바볼리나오어이다.

## 지리적 분포
카팜팡안은 주로 팜팡가주와 타를라크주의 남부 타운(밤반, 카파스, 콘셉시온, 산호세, 게로나, 라파스, 빅토리아, 타를라크 시)에서 말해지는 언어이다. 또한 바탄주의 외딴 집단 사회(아부카이, 디날루피한, 헤르모사, 그리고 사말)와 불라칸주(발리와그, 산 미겔, 산 일데폰소, 하고노이, 플라리델, 풀리란, 그리고 칼룸피트), 누에바에시하주(카비아오, 산 이시드로, 가판 시, 카바나투안 시) 그리고 삼발레스주의 올롱가포 시, 수빅에서도 통용된다.
2000년 인구 조사에서 전체 76,332,470명 중 2,312,870명이 카팜팡안어를 네이티브어로 사용할 수 있다고 한다.

## 음운

### 모음
카팜팡안어는 모음 음소가 완성되어 있다. 그것들은:
- /a/ 전설 비원순 저모음은 영어의 "father"와 유사
- /ɛ/ 전설 비원순 중저모음은 영어의 "bed"와 유사
- /i/ 전설 비원순 고모음은 영어의 "machine"과 유사
- /o/ 후설 원순 중고모음은 영어의 "forty"에서와 유사
- /u/ 후설 원순 고모음은 영어의 "flute"와 유사

여기에, 어떤 방언들은 /ə/도 가지고 있다. 일부 서부 강세에는, 여섯 개의 단모음 음소가 있는데, 후설 비원순 고모음 /ɯ/은 [atɯp] "지붕" 그리고 [lalɯm] "깊은"에서와 같은 예제에서 나타난다. 그러나, 이러한 소리는 대부분의 카팜팡안어 화자들에 의해 /a/ 소리와 함께 통합되어 버린다.
네 개의 이중모음이 있다. /aɪ/, /oɪ/, /aʊ/, 그리고 /iʊ/. 그러나, 표준 카팜팡안어를 비롯한 대부분의 방언은 /aɪ/ 와 /aʊ/ 가  각각 /ɛ/ 와 /o/ 소리로 감소된다.
단모음은 강세를 받지 않고, 음절 끝에 위치한 이음을 가진다:
- /a/는 마지막 음절을 제외하고 비강세 위치에서는 약간 올라감
- 비강세 /i u/는 보통 영어의 "bit"과 "book"에서처럼 각각 [ɪ ʊ]로 발음. 마지막 음절 예외
- 마지막 음절에서, /i/는 [ɛ, i]로 발음될 수 있으며, /u/는 [o, u]로 발음될 수 있다.
  - deni/reni ("이것들"을 의미)는 [ˈdɛnɛ]/[ˈɾɛnɛ] 또는 [ˈdɛni]/[ˈɾɛni]로 발음될 수 있고, seli ("샀다"를 의미)는 [ˈsɛlɛ] 또는 [ˈsɛli]로 발음될 수 있고, kekami ("우리에게" [너를 빼고]를 뜻하는)는 [kɛkɐˈmɛ] 또는 [kɛkɐˈmi]로 발음될 수 있고, suerti는 [ˈswɛɾtɛ] 또는 [ˈswɛɾti]로 발음될 수 있고, sisilim ("황혼"을 뜻함)는 [sɪˈsilɛm] 또는 [sɪˈsilim]로 발음될 수 있다.
  - kanu (meaning "그가 말했다, 그녀가 말했다, 그들이 말했다, ~라고 하더라, 추정컨대, 전하는 바에 의하면, 예측컨대")는 [kaˈno] 또는 [kaˈnu]로 발음될 수 있고, libru ("책"을 뜻함)는 [libˈɾo] 또는 [libˈɾu]로 발음될 수 있고, ninu ("누가"를 뜻함)는 [ˈnino] 또는 [ˈninu]로 발음될 수 있고, kaku ("나에게"를 뜻함)는 [ˈkako] 또는 [ˈkaku]로 발음될 수 있고, kamaru ("귀뚜라미"를 뜻함)는 [kamɐˈɾo] 또는 [kamɐˈɾu]로 발음될 수 있다.
- 강세를 받지 않은 /e, o/ 는 끝음절을 제외하고 보통 [ɪ, ʊ]로 각각 발음된다.

### 자음
아래는 카팜팡안어의 자음 도표이다. 모든 파열음은 무기음이다. 연구개 비음은 단어의 처음을 포함하여 모든 위치에서 나타난다.
다른 필리핀어와는 달리, 카팜팡안어는 음소 /h/가 없다.
|        |        | 양순음 | 치음 / 치경음 | 경구개음 | 연구개음 | 성문음 |
| ------ | ------ | ------ | ------------- | -------- | -------- | ------ |
| 비강음 | 비강음 | m      | n             |          | ŋ        |        |
| 파열음 | 무성음 | p      | t             | tʃ       | k        | ʔ      |
| 파열음 | 유성음 | b      | d             | dʒ       | g        |        |
| 마찰음 | 마찰음 |        | s             | ʃ        |          |        |
| 탄음   | 탄음   |        | ɾ             |          |          |        |
| 접근음 | 접근음 |        | l             | j        | w        |        |

- /k/는 모음 사이의 [x]에 연음화되는 경향이 있다.
- [d]와 [ɾ]는 카팜팡안에서 이음이며, 그리하여 때때로 서로 바뀌기도 한다. 그래서 Nukarin la ring libru?는 Nukarin la ding libru?가 될 수 있다. (번역: 책이 어디에 있지?)
- 단어의 끝에서 발생하는 성문파열음은 종종 문장 중간에 있을 때는 생략된다.

### 어휘
카팜팡가의 주요 타운에 살면서 말해지는 카팜팡안어의 지배적인 방언의 어떤 단어들은 다음과 같다:

#### 수
- 1 - isa (수를 암송할 때); metung (수를 셀 때)
- 2 - addua
- 3 - atlu
- 4 - apat
- 5 - lima
- 6 - anam
- 7 - pitu
- 8 - walu
- 9 - s'yam
- 10 - apulu

#### 문장
- 내 이름은 존이야. - Juan ya ing lagyu ku.
- 나 여기 있어! - Atyu ku keni! / Ati ku keni!
- 넌 어디니? - Nukarin ka (kanyan)?
- 난 널 사랑해. - Kaluguran daka.
- 뭘 원하니? - Nanu ya ing buri mu?
- 난 집에 갈거야. - Muli ku.
- 그들은 먹기를 원하지 않아. - Ali la bisang mangan.
- 그는 쌀을 샀어. - Sinali yang nasi.
- 그녀는 그것을 좋아해. - Buri ne ita.
- 외출해도 되나요? - Malyari ku waring lumwal?
- 잠을 못 이루겠어. - Ali ku mipapatudtud.
- 겁나네요. - Tatakut kami.
- 내 애완동물이 어제 죽었어. - Mete ya ing sese ku napun.
- 나이가 어떻게 되니? - Pilan na kang banua?
- 그걸 어떻게 했니? - Makananu meng gewa ita?
- 여길 어떻게 왔니? Katnamu ka miparas keni?
- 얼마나 크지? - Makananu ya karagul? / Nu anti ya karagul?
- 언제 돌아올거야? - Kapilan ka mibalik?

#### 단어
- 나 - yaku, i aku
- 너 - ika (단수); ikayu (복수)
- 너와 나- ikata
- 우리 - ikami
- 우리의 - itamu/ikatamu
- 우리 모두 - itamu ngan / ikatamu ngan
- 너희들 모두 - ikayu ngan / iko ngan love - lugud
- 분노 - muwa
- 아름다운 - malagu (여성); masanting (남성, 보통 무생물 목적어가 온다)
- 아름다움 - lagu
- 해 - aldo
- 달 - bulan
- 별 - bituin
- 하늘 - banua
- 지구 (행성) - yatu morning - abak
- 정오 - ugtu
- 오후 - gatpanapun
- 황혼 - sisilim
- 밤 - bengi
- 자정 - kapitangang bengi
- 새벽 / 새벽녘 - ganing aldo
- 길 - dalan
- 음식 - pamangan
- 개 - asu
- 고양이 - pusa
- 쥐 - dagis
- 개미 - panas
- 돼지 - babi
- 식물 - tanaman
- 꽃 - sampaga
- 야채 - gule
- 집 - bale
- 타운 - balen
- 아이 - anak
- 부모 - pengari
- 혈육 - kapatad
- 삼촌 - bapa
- 고모 - dara
- 조카 - pisan

## 같이 보기
- 말레이폴리네시아어파
- 타를라크주
- 바타안주